# Srednik, Sevnica
Srednik este o localitate din comuna Sevnica, Slovenia, cu o populație de 65 de locuitori.